# پارزی
پارزی به معنی فلج ناقص (نسبی) در عضلات به خصوص اندام‌ها است. پارزی می‌تواند عمومی یا محدود باشد مثلاً فلج یک اندام یا یک‌نیمه بدن (همی پارزی). علت پارزی می‌تواند به اعصاب یا عضلات مربوط باشد مانند سکته مغزی، دیستروفی عضلانی و ضایعه نخاعی.
پاراپارزی عبارتست از فلج ناقص پاها و کوادری پارزی به فلج ناقص چهار دست و پا می‌گویند. البته اصطلاح پارزی محدود به اندام نیست و به عنوان مثال گاستروپارزی یعنی اختلال حرکتی معده.

## انواع
پارزی اندامها مانند پاراپارزی و همی پارزی؛ پارزی ارگانها مانند گاستروپارزی.